# شتالاج العاشر-بي
```
شتالاج العاشر-بي معسكرًا
 ألمانيا ل
أسرى
 
الحرب
 
في
 
الحرب العالمية الثانية
 يقع بالقرب من 
Sandbostel
 في 
ولاية سكسونيا السفلى
 في شمال غرب 
ألمانيا
.
[
1
]
[
2
]
[
3
]
 بين عامي 1939 و1945 مر مئات الآلاف من أسرى الحرب من 55 دولة عبر المخيم. بسبب الظروف السيئة التي تم إسكانهم فيها، مات الآلاف هناك بسبب الجوع أو المرض أو قتلوا على أيدي الحراس. تتراوح تقديرات عدد القتلى من 8،000 إلى 50.000.
```

## التأسيس والتشغيل
يقع المخيم على بعد 9 كم جنوب بريمرفورده على بعد 43 كم شمال شرق بريمن. في ما كان آنذاك مقاطعة هانوفر، افتتحت الكنيسة اللوثرية في ولاية هانوفر معسكرًا للعازبين العاطلين عن العمل ووظفتهم في الأشغال العامة (أعمال الطرق) في عام 1932، خلال فترة الكساد الكبير. [بحاجة لمصدر]

في عام 1933، استولت خدمات عمال الرايخ على المخيم واستخدمته لاحقًا كمعسكر اعتقال نازي لغير المرغوب فيهم. [بحاجة لمصدر]

## روابط خارجية
- موقع التوثيق والنصب التذكاري Sandbostel (بالألمانية)
- المخيم على موقع Stiftung Denkmal für die ermordeten Juden Europas